# Atyria cuneifera
Atyria cuneifera là một loài bướm đêm trong họ Geometridae.